# Mané de Oliveira
Manoel José de Oliveira, conhecido como Mané de Oliveira (Pires do Rio, 31 de julho de 1940 – Goiânia, 13 de fevereiro de 2021), foi um jornalista e radialista esportivo. Possuía 50 anos de profissão na área jornalística.
Atuou profissionalmente nas seguintes rádios: “Difusora” e “Clube”, em Goiânia; e “Carajá”, em Anápolis em 1966; Trabalhou nos jornais: Cinco de Março, Folha de Goiás e como correspondente do Diário da Manhã. Em 1968, estagiou, por um ano, no jornal Folha de Goiás, por exigência sindical para inscrição no registro de jornalista.
Ao disputar novamente uma eleição para o Legislativo goiano, em 2014 pelo PSDB, tornou-se o deputado estadual mais votado da história , 28 anos após se eleger pela primeira vez para a mesma função. Com a bandeira da Segurança Pública nas mãos, ele tem como principal meta fazer com que a justiça seja rigorosamente cumprida. O seu principal objetivo é colocar as mudanças das leis em pauta na Casa.
O assassinato do seu filho mais velho, o também cronista esportivo Valério Luiz de Oliveira, morto a tiros em 2012, foi o que o motivou a voltar para a vida pública.
Mané de Oliveira, como era conhecido, faleceu após longa luta contra um câncer de pulmão, fígado e intestino.